# Stay Still
「Stay Still」（ステイ・スティル）は、日本のネオアコ・バンドである b-flower の 7インチ英国リリース第一弾 (Frosty 07)。1993年に Sugarfrost Records（しゅがふろすと）より発売。

## 概要
日本語のままでの演奏にもかかわらず、リリース時には現地メディアから注目を浴びた。特に、音楽誌『NME』誌 (1993年6月19日付 "Singles Review") や『メロディ・メイカー』誌 (1993年7月3日付 "Singles Review" by Everett True) から絶賛された。
「ゴージャス、ビューティフル…信じられない！"Stay Still" （静かにして、何もしない）は、日本語によるピアノをベースにしたバラード。そのメロディは羽毛のように柔らかに聴き手を包み込む。b-flower は京都の男の子の5人組で（注：現在は4人組）、彼らの "パッション" は人を引きつけて止まないものがある。それは REM の穏やかな部分と絶頂期の Nico の恍惚とした音楽性を合わせ持っている、、、今週一番の…いや、今年一番の驚きだ！」（NME 紙当該レヴューより。スイートスプエスト・レーベルによる訳。原文は Wikipedia 英語版 "b-flower" を参照のこと。）
「美しい…といってもいろんな形があるもんだーーーこれが今週思ったこと。（中略）b-flower という日本のバンドの場合。それは恍惚とさせるピアノと、アナログ盤独特のノイズをバックに、優しくつぶやくように歌っている。その言葉は、勿論外国語なのだけれど、聴いていると安らかな気分にさせてくれる。（中略）あるいは、またその日本の京都のバンドに戻るけど、彼らの音楽の熱い言葉には、はまってしまっている。いや本当に、いろんな形があるもんだ。」（MELODY MAKER 紙当該レヴューより。スイートスプエスト・レーベルによる訳。）
リリース元のしゅがふろすと主宰の山内章子は、「ヨーロッパのインディーポップファンに一番受けたのはこのバンドだった」と後日語っている。

## 収録曲
1. Stay Still (2:33)
  - 作詞・作曲：八野英史
  - 『Nobody Knows This Is Nowhere』収録の『静かにして、何もしない』。
  - 「一番ネオアコに近い音作りでハチノさんの細い、日本語のボーカルが新鮮」とは、山内の評[1]。
2. Last Snow of Winter (4:20)
  - 作詞：八野英史、作曲：宮大
  - 『ムクドリの眼をした少年』収録の『冬の最後の雪』。

## 備考
- ジャケットは、山内の手による。